# Nexum
El Nexum era la figura contractual en el derecho Romano vigente durante el período de la República Romana. Si bien las referencias históricas son escasas y confusas, con lo que la opinión de los historiadores no es unánime, parece que por ese compromiso, el llamado nexum, el deudor o nexi cedía legal (e incluso con fórmulas rituales) poder de dominio sobre su persona al acreedor, fuera de efectos inmediatos o aplazados hasta el momento de quedar incumplida la deuda. Los nexi eran ciudadanos empobrecidos, en general plebeyos en tanto que carecían de otras redes de contención, que así se habían dado ellos mismos en prenda de acreedor.
El compromiso implicaba dominio, incluyendo la posibilidad de que el acreedor lo vendiera como esclavo, le diera cárcel o incluso muerte. Gradualmente atenuado (con medidas de garantes, contra la usura, etc.) solo con la Ley Poetelia Papiria se pondría fin al nexum en el año 326 a. C..